# Højreby kommun
Højreby kommun var fram till 2007 en kommun i Storstrøms Amt, Danmark. 1 januari 2007 gick Højreby kommun upp i Lollands kommun.